# Anwar (nome)
Anwar (in alfabeto arabo e urdu: أنور, reso anche Anwer) è un nome proprio di persona arabo, urdu e indonesiano maschile.

## Varianti in altre lingue
- Albanese: Enver[2]
- Azero: Ənvər[2]
- Bosniaco: Enver[2]
- Kirghiso: Анвар (Anvar)[2]
- Tagico: Анвар (Anvar)[2]
- Tataro: Әнвәр (Anvar)[2]
- Turco: Enver[2]
- Uzbeco: Анвар (Anvar)[2]

## Origine e diffusione
Riprende un vocabolo arabo che significa "più brillante", "più luminoso"; etimologicamente è correlato a نور (nūr, "luce"), termine da cui derivano altri nomi quali Nur, Nur ad-Din, Elnur e Nurgül.

## Persone

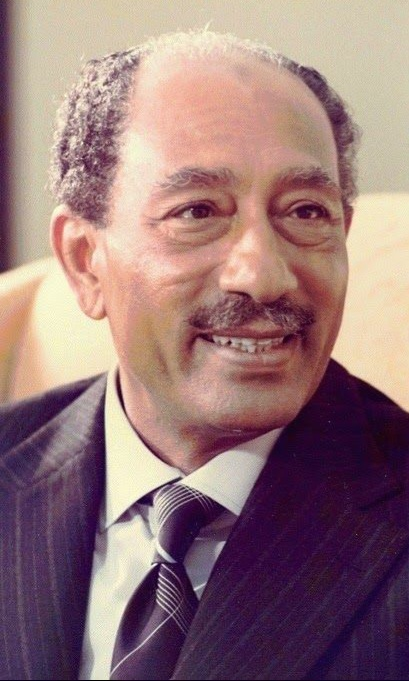
Anwar al-Sadat

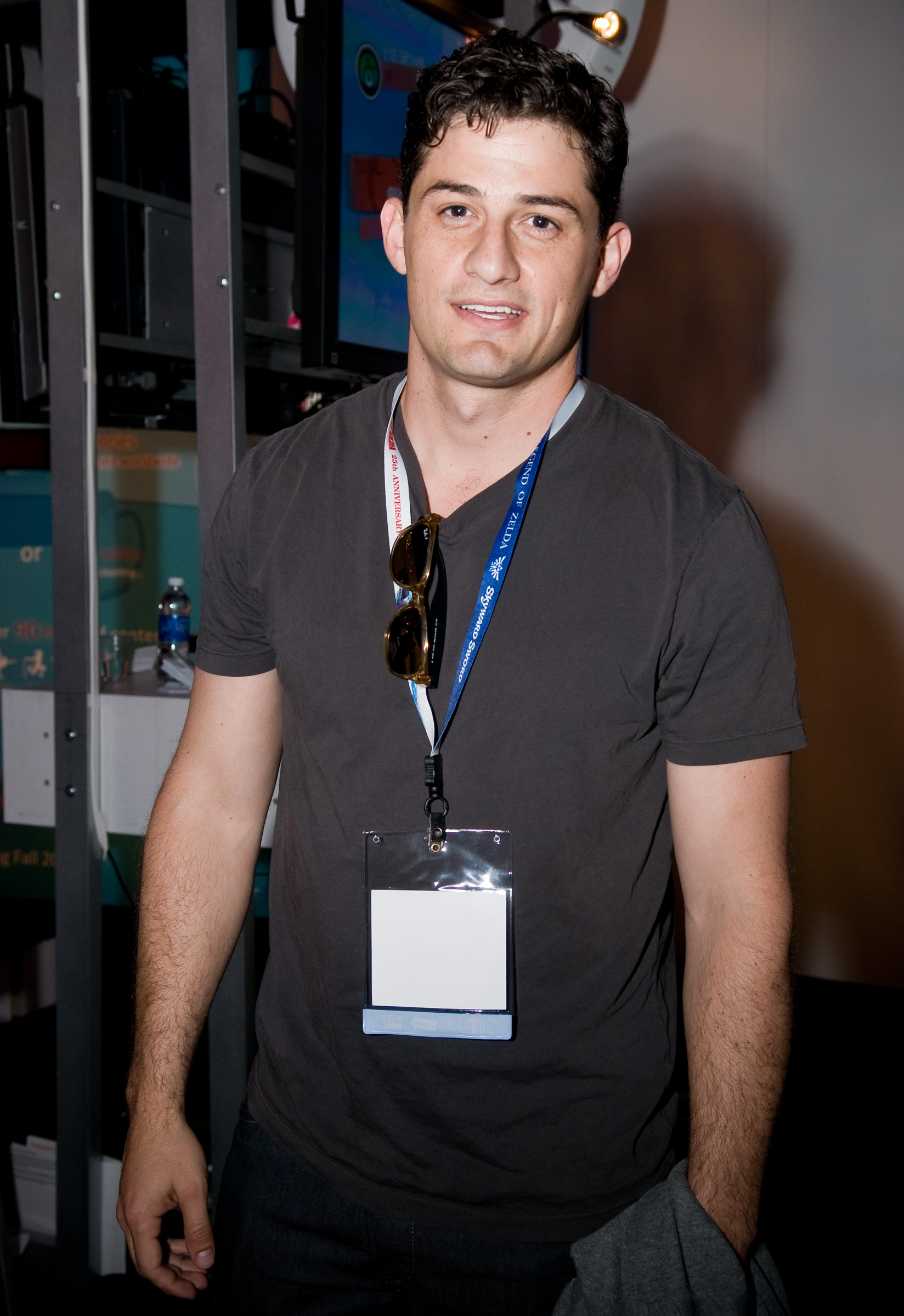
Enver Gjokaj

- Anwar al-Sadat, politico e militare egiziano
- Anwar al-Awlaki, imam statunitense naturalizzato yemenita
- Anwar Ali, allenatore di calcio ed ex calciatore indiano
- Anwar Ali, calciatore indiano
- Anwar El Ghazi, calciatore olandese
- Anwar Ibrahim, politico malese

### Variante Enver
- Enver Bongrani, fumettista italiano
- Enver Gjokaj, attore statunitense
- Enver Hoxha, generale, rivoluzionario e politico albanese
- Enver Hoxhaj, politico kosovaro

### Altre varianti
- Ənvər Çingizoğlu, storico, giornalista, scrittore azero
- Anvar G'ofurov, calciatore uzbeko
- Anvar Ibragimov, schermidore sovietico

## Il nome nelle arti
- Enver Gortash è un personaggio del videogioco Baldur's Gate III.
- Anwar Kharral è un personaggio della serie televisiva Skins.